# 헤브론
헤브론(Hebron, 히브리어: חֶבְרוֹן, Ḥevron 헤브론, 아랍어: لخليل, al-Ḫalīl 알할릴[*])은 팔레스타인 요르단강 서안 지구 남부에 위치한 도시로 요르단강 서안 지구에서 가장 큰 도시이며 예루살렘에서 남쪽으로 30km 정도 떨어진 지점과 해발 930m에 달하는 지점에 위치한다. 팔레스타인인 약 165,000명과 유대인 약 500명이 거주하며 이 중 유대인은 이스라엘 정착촌과 옛 시가지 주변에 거주한다. 서기전 2000년대부터 사람이 살아온 오랜 고대도시이다. 헤브론은 고지에 세워진 도시지만 토양이 비옥하고 물도 풍부해 농사가 잘 되는 곳이다.
유대교와 기독교, 이슬람교의 성지로 여겨지며 유대교에서는 예루살렘에 이어 두 번째로 큰 성지로 여겨지며 4대 성지 가운데 하나로 여겨진다. 아브라함과 이삭, 야곱의 무덤이 있던 곳으로 추정되는 막벨라 동굴(이브라힘 모스크)이 있다. 요르단강 서안 지구 무역의 중심지이며 포도와 무화과, 석회석, 도자기 공예품과 유리 공예품, 유제품이 생산된다.
도시 이름은 히브리어로 "친구"를 뜻하는 단어인 "흐브르"(חבר, ḥbr)에서 유래된 이름이며 아랍어 이름인 "알할릴"은 알라가 아브라함을 친구로 삼은 데서 유래된 이름이다.

## 역사
고대 가나안의 수도였던 곳이며 성경 창세기에서는 "키럇아르바"(Kiryat Arba, 히브리어로 "4개의 도시"라는 뜻)라는 이름으로 등장한다. 헤브론은 이스라엘의 조상 아브라함이 살던 곳이다. 아브라함이 가족과 함께 메소포타미아를 떠나 가나안 땅으로 이주한 후, 주로 거주한 곳이 헤브론이다. 연합 이스라엘 왕국의 왕인 다윗이 예루살렘으로 수도를 옮길 때까지 약 7년 동안 연합 이스라엘 왕국의 수도였던 곳이다. 압살롬(다윗의 넷째아들)은 자신의 아버지인 다윗에 대항하여 반란(압살롬의 난)을 일으켰지만 실패로 끝나고 만다.
기원전 587년 에돔의 지배를 받았지만 기원전 167년 유다 마카베오가 이끄는 군대에게 파괴되었고 제1차 유대-로마 전쟁 때 로마 제국에 정복되었다. 135년 시몬 바르 코크바가 반란을 일으켰지만 실패로 끝났고 이로 인해 많은 유대인들이 노예로 팔려나갔다. 비잔틴 제국의 지배를 받았지만 638년 정통 칼리파가 이끄는 군대에게 정복되면서부터 이슬람 세력의 통치를 받게 되었고 교회도 모스크로 바뀌게 된다.
1099년 십자군에게 정복되었지만 1187년 살라딘이 이끄는 군대가 탈환했다. 16세기 오스만 제국에 편입되었고 1917년 영국의 위임통치령에 편입되었다. 1929년 아랍인들이 유대인 67명을 학살한 사건이 일어나면서 많은 유대인들이 헤브론을 떠났다. 1948년 이스라엘이 건국된 이래 요르단의 영토가 되었지만 1967년 제3차 중동 전쟁(6일전쟁) 때 이스라엘에 점령되면서 병합되었고 키리아트아르바(Kiryat Arba) 정착촌이 건설되면서 유대인들이 이주하기 시작한다.
1980년 5월 2일 정통파 유대교 학생 6명이 사망하고 16명이 부상을 입은 사건이 터졌고 1994년 2월 25일에는 과격파 유대인 청년이 일으킨 막벨라 동굴 총기 난사 사건으로 인해 29명이 사망하고 125명이 부상을 입었다. 1995년 9월 28일 팔레스타인 자치 정부가 관할하는 도시가 되었고 1997년 1월 17일 헤브론 협정에 따라 시 전체 면적의 80%는 팔레스타인 자치 정부 소속 치안부대가 관할하게 되었고 나머지 20%는 이스라엘군이 관할하게 되었다.

## 사진

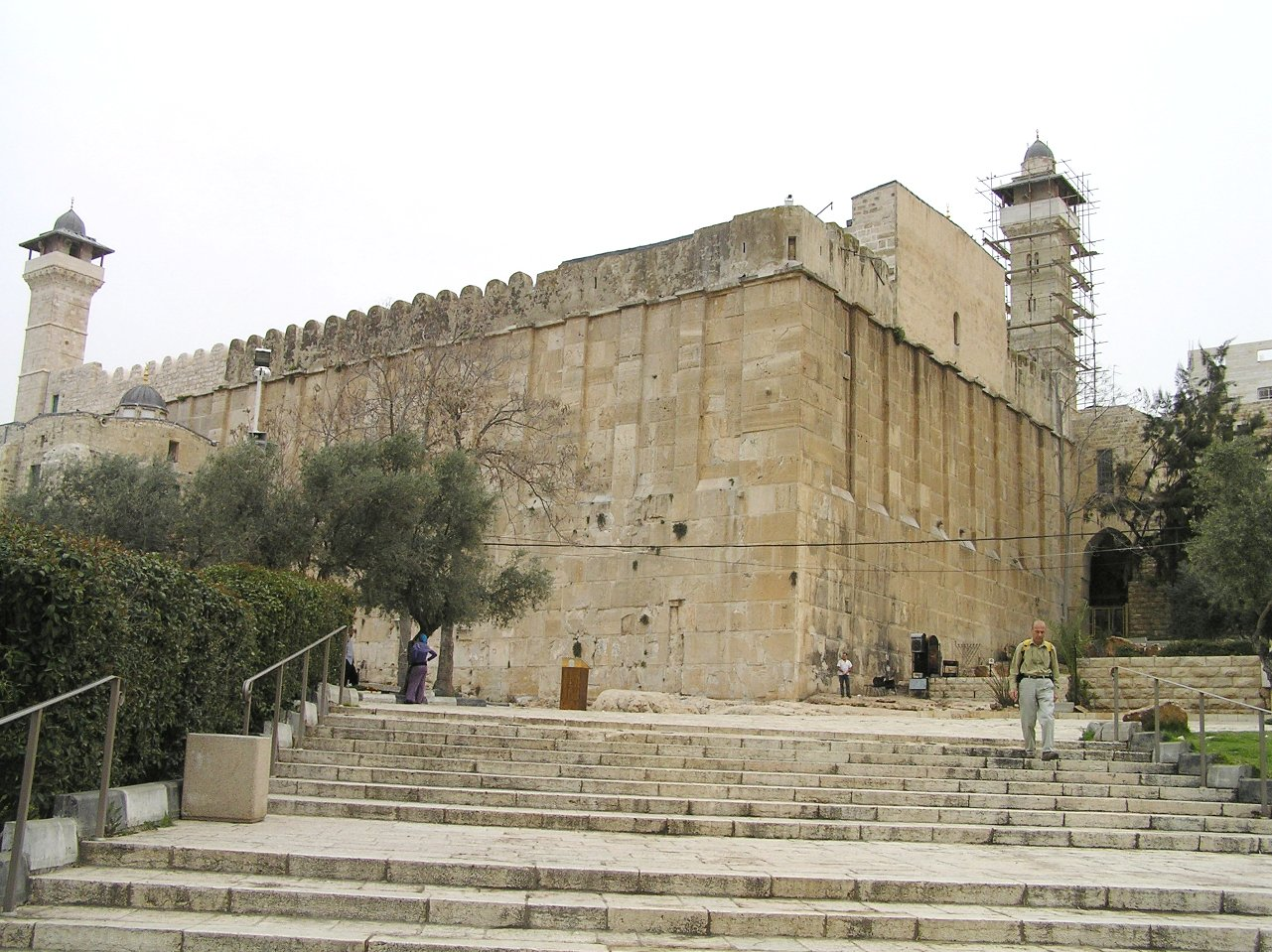
막벨라 동굴
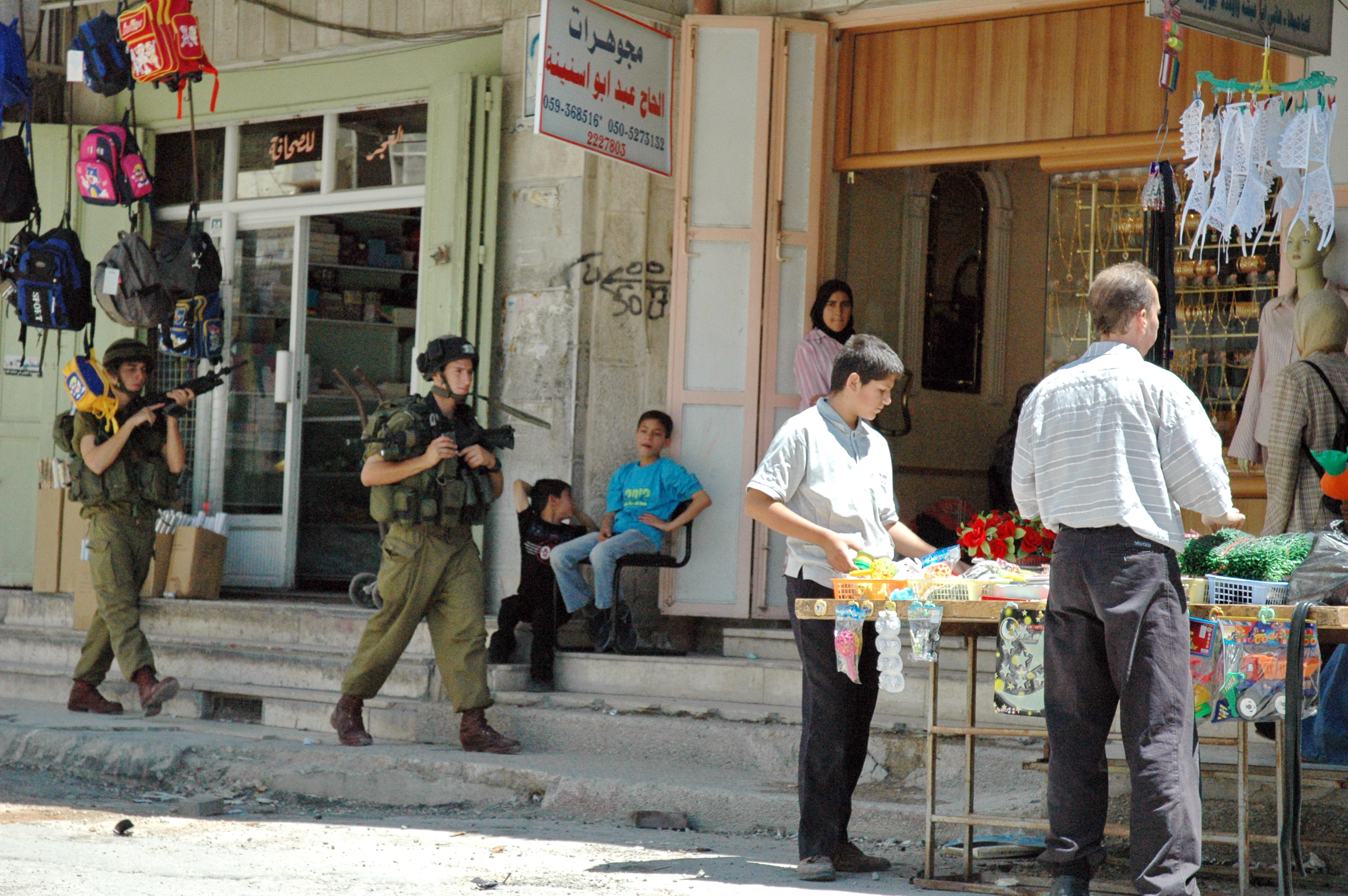
헤브론의 시장을 순찰하고 있는 이스라엘 군인들